# Grafikon

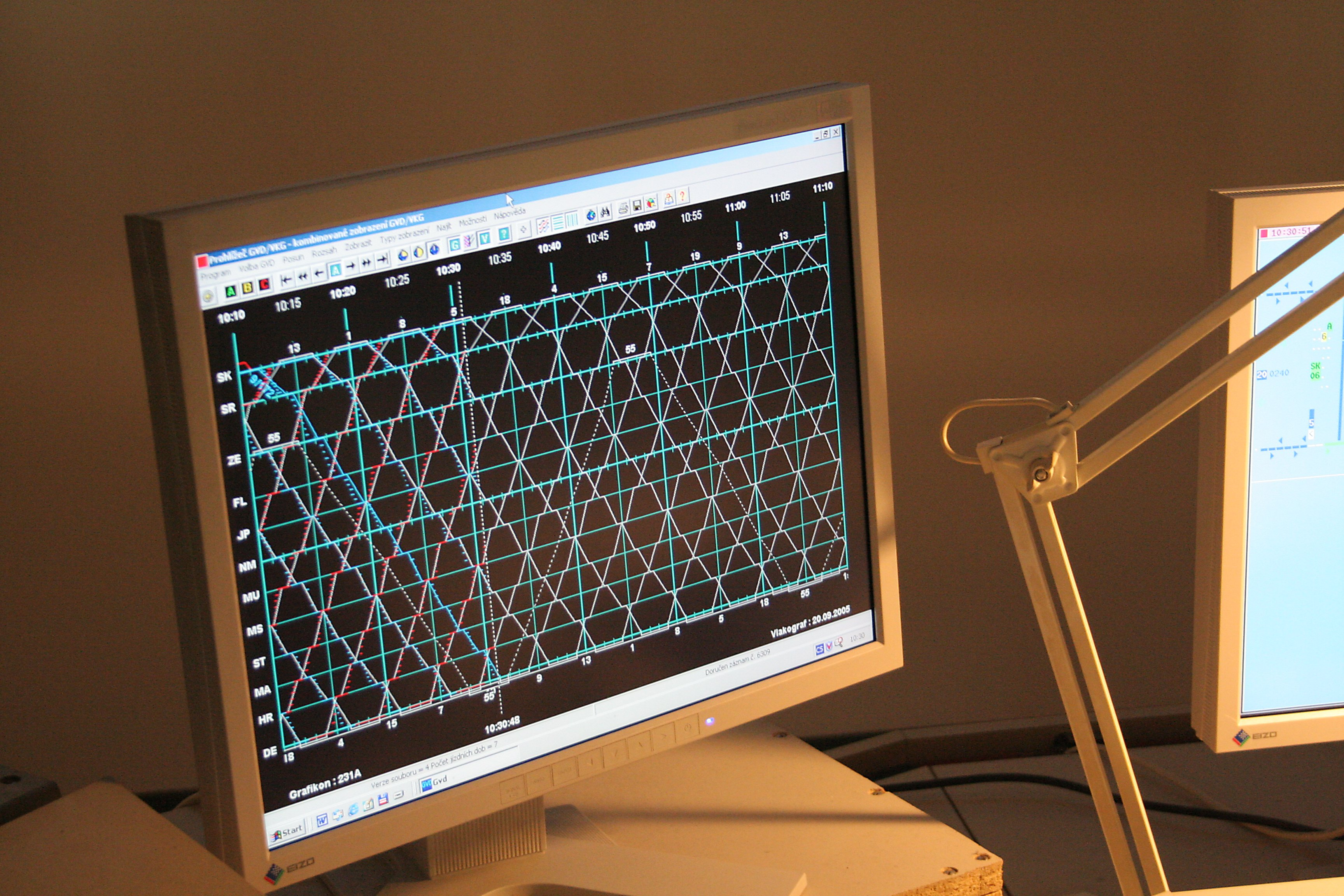
Poměrně složitý grafikon, který se používá v Pražském metru pro linku A

Grafikon je grafické znázornění nějakého probíhajícího procesu. Procesy se zobrazují jako čáry (zpravidla úsečky) na grafu, na jednu osu se vynáší čas a na druhou postup činnosti. 
Používají se například tyto druhy grafikonů:
- Grafikon dopravy je obvykle grafické znázornění jízdního řádu
- Grafikon práce podniku může znázorňovat například činnosti jednotlivých pracovních útvarů podniku.